# Meria
Meria (лат.) — род перепончатокрылых насекомых семейства Thynnidae (ранее в Tiphiidae) из подотряда жалоносных (Apocrita). Средней величины осы (около 1 см), обычно чёрного цвета с жёлтым рисунков (отдельными пятнами или полосами). Имеют 6 нижнечелюстных и 4 нижнегубных щупиков. Передние крылья 3 радиомедиальные ячейки. Средние голени самцов имеют по две шпоры; имеют 7 видимых стернитов брюшка, без учёта гипопигия; тегулы нормальной величины; приподнятая площадка заднегрудки короткая; поворотный членик усика укороченный и почти скрыт в скапусе (Myzininae).

## Систематика
В Европе 7 видов, для СССР указывалось около 15 видов (в том числе 2 вида — на Дальнем Востоке).
- Meria aurantiaca (Guérin-Méneville, 1837)
- Meria brevicauda Morawitz, 1890
- Meria cylindrica (Fabricius, 1793)
- Meria dorsalis (Fabricius, 1804)
- Meria geniculata (Brullé, 1832)
- Meria lineata Sichel, 1859
- Meria tripunctata (Rossi, 1790)
- Meria volvulus  (Fabricius, 1798)